# LinTo
|  | No s'ha de confondre amb Lito. |

LinTo (acrònim de Lino Tonti) fou una marca de motocicletes creada pel tècnic Lino Tonti el 1947 que va tenir activitat durant les dècades del 1960 i 1970. No era ben bé una empresa fabricant de motocicletes en el sentit estricte del terme, sinó una mena de laboratori mecànic per a desenvolupar solucions tècniques innovadores en el camp del motociclisme.

## Història
La idea de la marca li va venir a Tonti immediatament després de la Segona Guerra Mundial, quan va caldre donar nom a un prototip de moto de competició que havia fet en col·laboració amb Alcide Biotti i Massimo Pasolini. La moto es va presentar a les curses de la Temporada Romagnola com a LinTo 75 i hi va destacar tant que se'n van construir unes petites sèries a petició d'alguns pilots, entre ells Enrico Molari.
Més tard, la marca LinTo es va fer servir per a identificar alguns prototips de motos construïts per Tonti que es van presentar a la premsa amb la intenció de trobar possibles fabricants interessats, com fou el cas de la "LinTo Cigno" que més tard es va convertir en l'Aermacchi 125 N Cigno. També en col·laboració amb Aermacchi, Tonti va crear un xassís específic per a obtenir rècords de velocitat, el LinTo-Aermacchi Record.
A finals de la dècada del 1960, amb l'ajuda financera i operativa del concessionari i antic pilot de Varese Giorgio Premoli, es va endegar una producció en petita sèrie de la LinTo 500 GP, una motocicleta de competició per a pilots privats que es va fer servir força al mundial de motociclisme. Duia un motor de quatre temps de 500 cc resultat de l'acoblament de dos motors Aermacchi de 250 cc. El xassís, original, era un enreixat de tubs prims. Amb aquesta moto, Alberto Pagani va guanyar el Gran Premi de les Nacions de 1969 a Imola i el mateix any, el suís Gyula Marsovszky va ser subcampió del món de 500cc.